# Rui Areias
Rui Manuel Linhares Areias (sinh ngày 22 tháng 11 năm 1993 ở Guimarães) là một cầu thủ bóng đá người Bồ Đào Nha thi đấu cho F.C. Arouca theo dạng cho mượn từ Vitória S.C. ở vị trí tiền đạo.